# Francis William Aston
Francis William Aston, angleški kemik in fizik, * 1. september 1877, Harborne, Anglija, Združeno kraljestvo, † 20. november 1945, Cambridge.
Iznašel je masni spektrometer in z njim odkril večje število izotopov, za kar je leta 1922 tudi dobil Nobelovo nagrado za kemijo. S pomočjo svojega odkritja je hkrati definiral celoštevilsko pravilo. Njegovo delo je tako pomenilo pomemben vpogled v sestavo atomov in evolucijo elementov oziroma njihovih izotopov.

## Zgodnje življenje
Francis William Aston se je rodil 1. septembra 1877 v Harbornu (Birmingham, Anglija) kot tretji od sedmih otrok trgovcu s kovinami Williamu Astonu in hčerki izdelovalca pištol Fanny Charlotte Hollis. Šolal se je v Harbornski katoliški šoli in nato na kolidžu Mason (kasneje Birmingham Colledge), kjer pa se je začel vse bolj ukvarjati s kemijo in fiziko. Leta 1896 je svojemu navdušenju nad dodal še dodatne ure raziskovanja organske kemije v očetovem laboratoriju, prejem štipendije dve leti pozneje pa mu je omogočil raziskovanje novega področja – vinske kisline in njenih derivatov (njegovi izsledki so bili leta 1901 tudi objavljeni). Aston se je nato zaradi finančnih razlogov za tri leta umaknil iz akademskega življenja in se zaposlil kot kemik v fermentacijskem laboratoriju v W. Butler & Co. Brewery, nato pa se je s pomočjo nove štipendije vrnil na Birminghamsko univerzo kot sodelavec.
V tem času je njegovo zanimanje za fiziko počasi začelo izpodrivati željo po kemiji, kar se je kazalo predvsem v njegovih raziskavah evakuiranih cevi.

## Raziskave in odkritja
Preporod fizike v svetu z odkritjem x-žarkov in radioaktivnosti je vplival tudi na Astona, ki se je na univerzi ukvarjal predvsem z nastankom x-žarkov zaradi toka skozi cev polno plina. Posledično se je začel zanimati tudi za »Crooksov temni prostor« (ang. »Crookes dark space«), kar ga je vodilo do odkritja novega približno milimeter širokega »temnega prostora«, ki se je nato po njem imenoval »Astonov temni prostor« (ang. »Aston dark space«). To so območja zatemnitve med katodnimi žarki pri obarvanju plina pod nizkim tlakom v cevi.
Leta 1908 se je Aston odzval na povabilo J. J. Thomsona in se zaposlil kot njegov pomočnik v laboratoriju v Cambridgu. Skupaj sta raziskovala »pozitivne žarke«, hkrati pa je Aston v tem času prvič jasno dobil dokaz za obstoj dveh izotopov neona. Opazil je, da ima neon majhno komponento, ki je v Thomsonovih poskusih dajala ločeno parabolo. Ker so bile te karakterizirane z masami atomov, je to pomenilo, da obstajata dva identična atoma, ki imata različni masi. Kljub temu pa Aston še ni bil prepričan ali je odkril dva izotopa. Tako je takrat sklepal, da je odkril nov element in ga poimenoval meta-neon.
Njegovo delo je prekinila prva svetovna vojna, saj so ga zaposlili v zračnih silah v Farboroughu, kjer je raziskoval učinek atmosfere in različnih vremenskih pogojev na letalske materiale. Leta 1919 se je vrnil v Cambridge in se ponovno lotil dokazovanja ločitve izotopov neona. S pomočjo izgradnje njegovega prvega masnega spektrometra, instrumenta za merjenje mas atomov, je kmalu uspel in identificiral dva izotopa neona. Svoj princip je razširil še na ostale kemijske elemente ter tako skupno odkril 212 novih naravnih izotopov (danes jih poznamo 287). Pri tem je uspešno analiziral vse neradioaktivne elemente razen treh. Izkazalo se je tudi, da so bile vse izmerjene mase izotopov cela števila (ob upoštevanju merske nenatančnosti). S to ugotovitvijo je Aston formuliral t. i. celoštevilsko pravilo, ki pravi, da morajo na podlagi že definirane mase kisikovega izotopa imeti vsi ostali izotopi mase zelo blizu celim številom.
Z uporabo Einsteinove teorije relativnosti je Aston tudi na podlagi svojih poskusov in ugotovitev tudi napovedal, da bi se ob jedrski reakciji sprožila ogromna količina energije, ki bi znala povzročiti veliko uničenje. Njegova napoved se je izkazala za pravilno, ko je nekaj mesecev pred njegovo smrtjo eksplodirala prva jedrska bomba. Njegov masni spektrometer se je izkazal za zelo uporabnega tudi na drugih področjih jedrske industrije, hkrati pa tudi v organski kemiji.
Astonove raziskave so bile skozi njegovo življenje večkrat objavljene, sam pa je napisal dve knjigi: Isotopes (1922) in Structural Units of the Material Universe (1923).

## Zasebno življenje
V zasebnem življenju je bil Aston ljubitelj športa, predvsem smučanja in drsanja v zimskem času med njegovimi rednimi obiski Švice in Norveške. Med 1. svetovno vojno je začel tudi plezati, v njegovih dvajsetih letih pa je veliko prostega časa posvetil kolesarjenju. 
Z razvojem motoriziranih vozil je tudi Aston razvil svoj tip motorja in leta 1903 sodeloval v dirki na Irskem.
Redno se je udeleževal tudi izletov s svojimi kolegi s Cambridga, kot je bil na primer Rutherford. Hodili so plavat, igrat golf in tenis, kjer je Aston osvojil celo nekaj turnirjev v Walesu in na Irskem. Kot navdušenec se je leta 1909 naučil surfati na Havajih.
Aston je prihajal iz glasbene družine. Znal je igrati klavir, violino in violončelo. Njegovo znanje je bilo tako dobro, da je v Cambridgu redno igral na koncertih. V času študija pa se je v prostem času med drugim ukvarjal s pihanjem stekla, kar mu je tudi pomagalo pri njegovih raziskavah s cevmi plina.
Ljubiteljsko je veliko potoval, bil je izkušen fotograf, hkrati pa se je zanimal za astronomijo. Prav zato se je pridružil tudi več raziskavam sončnega mrka po vsem svetu (Sumatra, Kanada, Japonska itd.)
Kljub razgibanemu življenju in želji po izkušnjah pa se Aston ni nikol poročil. Ena najpomembnejših žensk v njegovem življenju je bila njegova sestra Helena, s katero je tudi potoval po svetu. Njegova individualnost se je kazala tudi v raziskavah, saj najraje je delal sam (samo 6 raziskav od 143 je bilo narejenih v sodelovanju). Umrl je v Cambridgu 20. novembra leta 1945, star 68 let.

## Nagrade in posebni dosežki
Leta 1920 je Aston prejel Medaljo Mackenzie Davidson, leto kasneje pa je bil izvoljen za člana Kraljeve družbe, ki mu je leta 1922 podelila Hughesovo medaljo za odkritje velikega števila izotopov na podlagi kanalskih žarkov.
Njegovo najpomembnejše priznanje je Nobelova nagrada za kemijo leta 1922, za odkritja za področju izotopov in njihovih mas, leto prej pa je postal tudi član Mednarodnega komiteja za atomske teže. Kasneje je dobil še štiri dodatne medalje za svoje delo (The John Scott medal, The Paterno medal, Royal medal in Duddell medal of the Physical Society).
Aston je bil tudi izbran za častnega člana Ruske akademije znanosti in »Accademie dei Lincei«, je pa tudi imetnik častnih doktoratov Briminghamske in Dublinske univerze.
V njegovo čast se danes imenuje lunarni krater Aston na koordinatah 35.1° N 87.8° W, The British Mass Spectrometry Society pa je po njem poimenovala tudi medaljo – Aston medal. Podeljene so posameznikom, ki so v Veliki Britaniji izjemno prispevali k boljšemu razumevanju bioloških, kemijskih, matematičnih, medicinskih ali fizikalnih znanosti v povezavi odkritij z masno spektrometrijo.